# غانوديرميات
الغانوديرميات (الاسم العلمي: Ganodermataceae)، فصيلة فطور من رتبة متعددات الأبواغ. اعتبارًا من أبريل 2018، قبِلَ فهرس فونغوروم 8 أجناس و300 نوع.